# Liste des rois de Chypre
 (novembre 2008).
Si vous disposez d'ouvrages ou d'articles de référence ou si vous connaissez des sites web de qualité traitant du thème abordé ici, merci de compléter l'article en donnant les références utiles à sa vérifiabilité et en les liant à la section « Notes et références ».

Armes hypothétiques du royaume de Chypre

Armes des Lusignan, rois de Chypre

Les Croisades conduisirent à l'établissement d'une dynastie de rois de Chypre originaires de France.
Après sa conquête par Richard Cœur de Lion, l'île de Chypre fut d'abord confiée aux Templiers, puis à la maison de Lusignan.

## Maison de Lusignan
- 1192-1194 : Guy de Lusignan (v. 1153-1194), seigneur de Chypre, fils de Hugues VIII, seigneur de Lusignan et de Bourgogne de Rançon.

marié en 1180 à Sybille de Jérusalem, reine de Jérusalem (1160-1190).
- 1194-1205 : Aimery Ier de Lusignan (av. 1152-1205), seigneur de Chypre, puis roi de Chypre en 1195, et roi de Jérusalem (1197-1205), frère du précédent.

marié en premières noces avant 1175 à Echive d'Ibelin (♰ 1196)
marié en secondes noces en 1198 à Isabelle Ire de Jérusalem, reine de Jérusalem (1172-1206)
- 1205-1218 : Hugues Ier de Lusignan (1193 ou 1194 - 1218), roi de Chypre, fils d'Aimery Ier et d'Echive d'Ibelin.

marié en 1210 à Alix de Champagne (1195-1246), régente titulaire de Jérusalem, fille d'Henri de Champagne et d'Isabelle Ire de Jérusalem.
- 1205-1210 : régence de Gautier de Montbéliard.

- 1218-1253 : Henri Ier de Lusignan (1217-1253), roi de Chypre et régent titulaire de Jérusalem, fils d'Hugues Ier et d'Alix de Champagne.

marié en premières noces en 1229 à Alix de Montferrat (vers 1210-1233)
marié en secondes noces en 1237 à Stéphanie de Barbaron (vers 1220-1249)
marié en troisièmes noces en 1250 à Plaisance d'Antioche (vers 1235-1261).
- 1218-1228 : régence de Philippe d'Ibelin (mort en 1227)
- 1228-1232 : régence de Jean d'Ibelin (mort en 1236)

- 1253-1267 : Hugues II de Lusignan (1252-1267), roi de Chypre, fils d'Henri Ier et de Plaisance d'Antioche.

marié en 1264 à Isabelle d'Ibelin (1252-1282).
- 1253-1261 : régence de Plaisance d'Antioche, sa mère.
- 1261-1267 : régence de Hugues de Poitiers-Lusignan, fils d'Henri de Poitiers et d'Isabelle de Chypre qui lui succède sous le nom d'Hugues III de Lusignan.

## Maison de Poitiers-Lusignan

rois de Jérusalem et de Chypre

- 1267-1284 : Hugues III de Lusignan (1235-1284), roi de Chypre et de Jérusalem, cousin du précédent.

marié en 1264 à Isabelle d'Ibelin (1241-1324)
- 1284-1285 : Jean Ier de Lusignan (1267-1285), roi de Chypre et de Jérusalem, fils d'Hugues III et d'Isabelle d'Ibelin.

- 1285-1306 : Henri II de Lusignan (1271-1324), roi de Chypre, fils d'Hugues III et d'Isabelle d'Ibelin.

marié en 1317 à Constance (1303-1344), fille de Frédéric II de Sicile
- 1306-1310 : Amaury II de Lusignan (1272-1310), gouverneur de Chypre (après avoir déposé Henri II), prince de Tyr, fils d'Hugues III et d'Isabelle d'Ibelin.

marié en 1292 à Isabelle d'Arménie, fille de Léon III, roi d'Arménie.
- 1310-1324 : Henri II de Lusignan de nouveau.

- 1324-1359 : Hugues IV de Lusignan (1295-1359), roi de Chypre, fils de Guy de Chypre (fils d'Hugues III et d'Isabelle d'Ibelin) et d'Echive d'Ibelin.

marié en premières noces en 1308 à Marie d'Ibelin (1294-1318)
marié en secondes noces en 1318 à Alix d'Ibelin (1304 - après 1386)
- 1359-1369 : Pierre Ier de Lusignan (1328-1369), roi de Chypre, fils de Hugues IV et d'Alix d'Ibelin.

marié en premières noces en 1343 avec Echive de Montfort
marié en secondes noces en 1353 avec Eléonore d'Aragon (1333-1416)

rois de Chypre, de Jérusalem et d'Arménie

- 1369-1382 : Pierre II de Lusignan (1357-1382), roi de Chypre, fils de Pierre Ier et d'Eléonore d'Aragon.

marié en 1376 à Valentine Visconti (1361 - avant 1393)
- 1382-1398 : Jacques Ier de Lusignan (1334-1398), roi de Chypre, de fils de Hugues IV et d'Alix d'Ibelin.

marié en 1365 à Helvis de Brunswick-Grubenhagen (1353-1421)
- 1398-1432 : Janus de Lusignan (1375-1432), roi de Chypre, fils de Jacques Ier et d'Helvis de Brunswick-Gubenhagen.

marié en premières noces en 1400 (mariage annulé en 1408) avec Anglesia Visconti (♰ 1439)
marié en secondes noces en 1411 avec Charlotte de Bourbon (1388-1422)
- 1432-1458 : Jean II de Lusignan (1418-1458), roi de Chypre, fils de Janus et de Charlotte de Bourbon.

marié en premières noces en 1440 à Amédéa de Montferrat (1429-1440)
marié en secondes noces en 1442 à Hélène Paléologue (1428-1458)

Armes de Jean de Portugal, prince consort et prince d'Antioche

- 1458-1464 : Charlotte de Lusignan (1442-1487), reine de Chypre, fille de Jean II et d'Hélène Paléologue.

mariée en premières noces en 1456 à Jean de Coimbra, Infant de Portugal, fils de Pierre de Portugal, 1er duc de Coimbra (1433-1457),
mariée en secondes noces en 1459 à Louis de Savoie, comte de Genève (1436-1482)
- 1464-1473 : Jacques II de Lusignan le bâtard (1439-1473), roi de Chypre, fils illégitime de Jean II et de Mariette de Patras.

marié en 1468 à Catherine Cornaro.
- 1473-1474 : Jacques III de Lusignan, le posthume (1473-1474), fils de Jacques II et de Catherine Cornano.

- 1474-1489 : Catherine Cornaro (1454-1510), veuve de Jacques II. Elle fut détrônée par les Vénitiens.

En 1571, les Turcs prennent l'île de Chypre.

## Prétendant au trône de Chypre

Armes de la maison de Savoie en 1630 : l'écartelé des derniers rois de Chypre a été placé en contre-écartelé à la place d'honneur de l'écu

Charlotte de Chypre, renversée en 1460, ne renonce pas au trône et reste prétendante jusqu'à sa mort, en 1487. C'est ensuite son cousin Charles Ier de Savoie, son plus proche héritier légitime, car petit-fils de Louis Ier de Savoie et d'Anne de Lusignan, qui reprend à son compte ses prétentions sur Jérusalem, Chypre et l'Arménie, et les transmet à ses descendants.